# Айо (певица)
А́йо (йоруба Ayọ [ajɔ̙] — «радость»; настоящее имя Joy Olasunmibo Ogunmakin, 14 сентября 1980, Фрехен близ Кёльна, Германия) — немецкая певица и композитор африканского происхождения. Стиль её исполнения относят к соулу с элементами фолка и регги.

## Биография
Айо родилась в семье нигерийца и цыганки. С детства обучалась игре на скрипке, умеет играть на фортепиано и гитаре. Айо находится в отношениях с регги-исполнителем Patrice, у них общий сын Найл (род. 08.10.2005) и дочь Билли-Ив (род. 27.07.2010). В конце 2007 года певица переехала с семьей в Нью-Йорк.
Её дебютный альбом Joyful 2006 года стал дважды платиновым во Франции и платиновым в Германии и Польше.
Президент ЮНИСЕФ Жак Хинтси объявил 4 февраля 2009 года, что Айо назначена международным послом ЮНИСЕФ в сфере защиты прав детей на получение образования во всём мире.
Французская кинокомпания «MK2» выпустила в 2009 году биографический фильм об Айо продолжительностью 90 минут. Фильм был снят под руководством Рафаеля Дуроя.
Айо сама пишет все свои песни. Практически весь репертуар, который есть у певицы на сегодня, был записан за считанные дни, при участии группы музыкантов, которые при записи всё время импровизировали.

## Дискография
| Альбомы - Joyful (2006) - Gravity At Last (2008) - Billie-Eve (2011) - Ticket To The World (2013) - Ayọ (2017) - Royal (2020) Синглы - "Life is Real" (2006) - "Down on My Knees" (2006) - "And It's Supposed to Be Love" (2007) (2008, US) - "Help is Coming" (2007) - "Slow Slow (Run Run)" (2008) - "On aime, on aide" (2009) - "Lonely" (2009) - "I'm Gonna Dance" (2011) - "I Want You Back" (2011) - "Fire" (2013) - "Fire" feat. Youssoupha (2013) - "Who" (2014) - "I'm a Fool" (2017) - "Paname" (2017) - "Beautiful" (2019) - "Rest assured" (2020) - "I'll Be Right Here" (2021) Видео - AYO Live In Monte Carlo (2007, from PBS)[41] - Ayọ Live at the Olympia (2007) | Мини-альбом - Where Will I Be (vinyl record, 2004) Совместные работы - "Kido Musik" (as Joy, member of the band La Taste, 1992) - "Liebe & Verstand" (with Sisters Keepers (German), 2001) - "Confusion" (with Chris Prolific, 2004) - "Play Boy" (on album PlayUp, 2006) Клипы - La Maladie d`Amour (as Joy, member of the band La Taste, 1993) - Down On My Knees (2006) - Help Is Coming (2007) - Life Is Real (2007) - And It's Supposed To Be Love (2007) - Slow Slow (Run Run) (2008) - Lonely (2009) - I'm gonna dance (2011) - I Want You Back (2011) (directed by J.G Biggs) - I'm a Fool (2017) - Paname (2017) - Beautiful (2019) |